# Stadio Georges Lefèvre
Lo stadio Georges Lefèvre (in francese Stade Georges-Lefèvre) è un impianto calcistico francese di 2.000 posti situato nel comune di Saint-Germain-en-Laye, nel dipartimento di Yvelines, facente parte del centro di allenamento di Camp des Loges.
Lo stadio, costruito nel 1904 e ristrutturato nel 2008, ha ospitato le partite casalinghe della società dello Stade Saint-Germain fino al 1970; tra il 1975 e il 2012 e, di nuovo, dopo il 2017, con regolarità nelle stagioni 2017-2018 e 2018-2019, viene invece utilizzato dalla squadra femminile del Paris Saint-Germain, in seguito occasionalmente per il trasferimento degli incontri interni allo stadio Jean Bouin di Parigi.